# Forme
Forme (Le Forme in dialetto marsicano) è una frazione di circa 500 abitanti del comune di Massa d'Albe (AQ), in Abruzzo.

## Geografia fisica
Il paese è situato alle pendici del massiccio del monte Velino, a 1 020 m s.l.m., al centro della Marsica, regione storico-geografica abruzzese, tra il sito archeologico di Alba Fucens e la stazione sciistica di Ovindoli-Monte Magnola.
Dista circa 4,4 chilometri dal capoluogo comunale.

## Storia

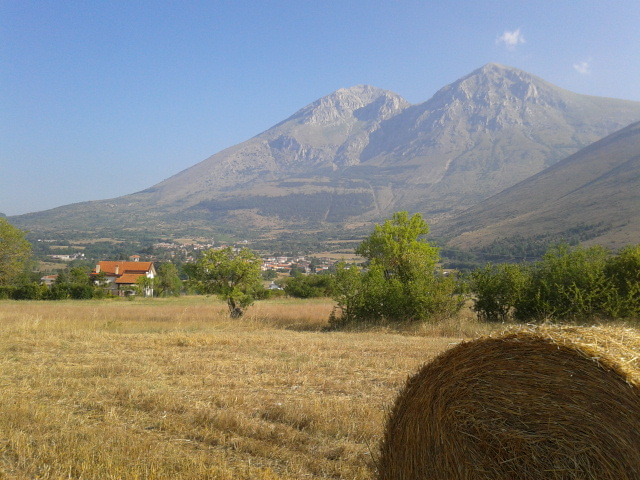
Veduta del massiccio del Velino

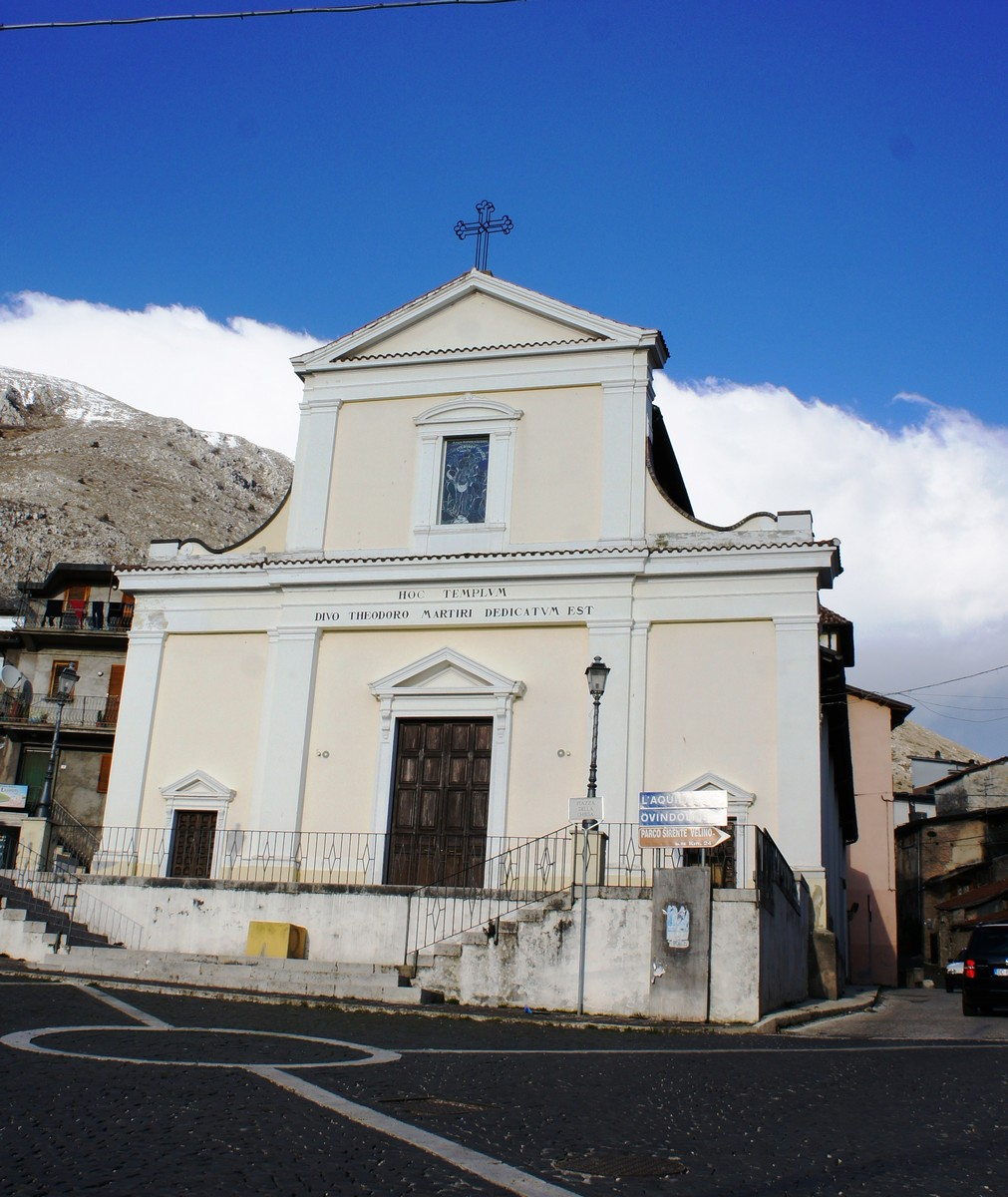
Chiesa di San Teodoro

La prima citazione storica del centro di Forme risale al 1768, in un manoscritto redatto da Giustino De Andreis, parroco del paese, su commissione del vescovo dei Marsi, il quale chiedeva notizie riguardo ad Albe, alle sue ville e alle sue chiese.
A quell'epoca Forme era, infatti, una villa dipendente da Albe, insieme ai centri limitrofi di Massa (detta "Massa Sottana"), Massa Corona (detta "Massa Soprana"), San Pelino, Antrosano e Castelnuovo. I primi due centri furono di fatto riuniti con la ricostruzione del post terremoto del 1915 assumendo la denominazione di Massa d'Albe, mentre gli altri paesi sono passati tra il 1939 e il 1960 sotto l'amministrazione comunale di Avezzano.
Il documento ecclesiastico contiene notizie anche più datate, relative alla chiesa e al paese di Forme e del suo territorio. A cominciare dal primo scavo operato alla base del colle albense, nelle adiacenze della chiesa di Santa Maria, con il quale si tentava di far luce sugli albori della cristianità nei territori contesi in epoca italica da Equi e Marsi.
Secondo De Andreis fu San Marco Galileo, ordinato vescovo da San Pietro, ad essere stato incaricato di evangelizzare gli equicoli presso il territorio di Alba Fucens a partire dal 46 d.C., lo stesso periodo in cui avvenne la predicazione nella Marsica dei santi Rufino e Cesidio. Altre notizie riportate in un documento ecclesiastico riguardano la collegiata di Albe, intesa come raggruppamento di chiese. Nel 1700 Forme era uno dei centri della zona più importanti come si poteva constatare dalla grandezza della sua chiesa, più piccola solamente della chiesa madre albense, andata distrutta a seguito del terremoto del 1915. Nel territorio di Forme erano presenti altre due chiese ora scomparse, una intitolata a san Clemente era situata in località San Chiumento, l'altra invece era situata lungo la strada per Castelnuovo.
L'antica chiesa di Santa Maria in Albe risultò essere già attiva negli anni 975-984, periodo in cui si contarono dieci canonici che già nel 1575 scesero a sei. Questi furono obbligati a servire messa nei centri limitrofi almeno fino al 1602, anno in cui Albe perse il controllo sui paesi limitrofi e cadde in decadenza, tanto che si dovette provvedere alla ricerca di un prete per officiare le messe.
In particolare Castelnuovo e San Pelino continuarono a dipendere dalla collegiata di Albe per almeno cent'anni ma con il passare del tempo formarono un proprio catasto, traendo così il nome di "università", servendosi di uno stemma e una propria autonomia.
Alla separazione dei centri da Albe e alla inevitabile decadenza cercò di opporsi Marcantonio Colonna che la riteneva una cittadina strategica su un piano militare perché fornita di mura e di una fortezza.
Tuttavia le ville che intendevano separarsi acquisirono dal camerario di Napoli l'autorizzazione a separarsi da Albe mediante il pagamento di una tassa detta "colletta", simile al focatico, in quanto regolata dal numero di fuochi censiti. Forme contò 79 fuochi che, secondo alcuni calcoli, corrispondevano a circa 1.500 abitanti. Nelle Cronache Cassinesi di Leone Marsicano non vengono descritti i luoghi di Forme, mentre stando allo storico Pietro Antonio Corsignani, vengono nominate le chiese di Sant'Antimo, San Benedetto, San Donato e di San Pietro in Forme.
Corsignani, vescovo di Venosa e insigne storico marsicano, vissuto tra il Seicento e il Settecento, riporta in uno dei suoi libri che il luogo risultò noto per il martirio di tre cristiani di nome Vittore, Giovanni e Stefano avvenuto intorno all'anno 164 per ordine di Lucio Vero. Secondo altri studiosi, però, il luogo del martirio è da ricercarsi tra Luco dei Marsi e l'Incile del Fucino, a sud di Avezzano.
Muzio Febonio, altro insigne religioso e storico abruzzese, nella sua opera Historiae Marsorum, segnala Forme narrando della improduttività della campagna dei dintorni di Albe. Tuttavia raccontò come il colle di Albe fosse ricco di alberi da frutto, tra cui meli, peri e noci e come il clima, temperato dalla presenza del lago Fucino, fosse piuttosto mite. Del 1881 è, invece, la relazione in cui viene descritto lo stemma di Forme che consta di cinque monti con al centro una croce e ai lati due stelle. Fino agli inizi del Novecento risultarono possessori di alcuni terreni nei dintorni di Forme e di alcuni pascoli nei pressi del monte Magnola, i Colonna, già feudatari della contea di Albe e di gran parte della Marsica fino al 1806, anno dell'eversione feudale e della perdita dei diritti feudali.
A Forme tra la fine dell'Ottocento e i primi anni del XX secolo visse in gioventù Domenico Pacini, fisico e meteorologo italiano, pioniere dello studio dei raggi cosmici che condusse i suoi primi esperimenti sul monte Velino.

### La transumanza

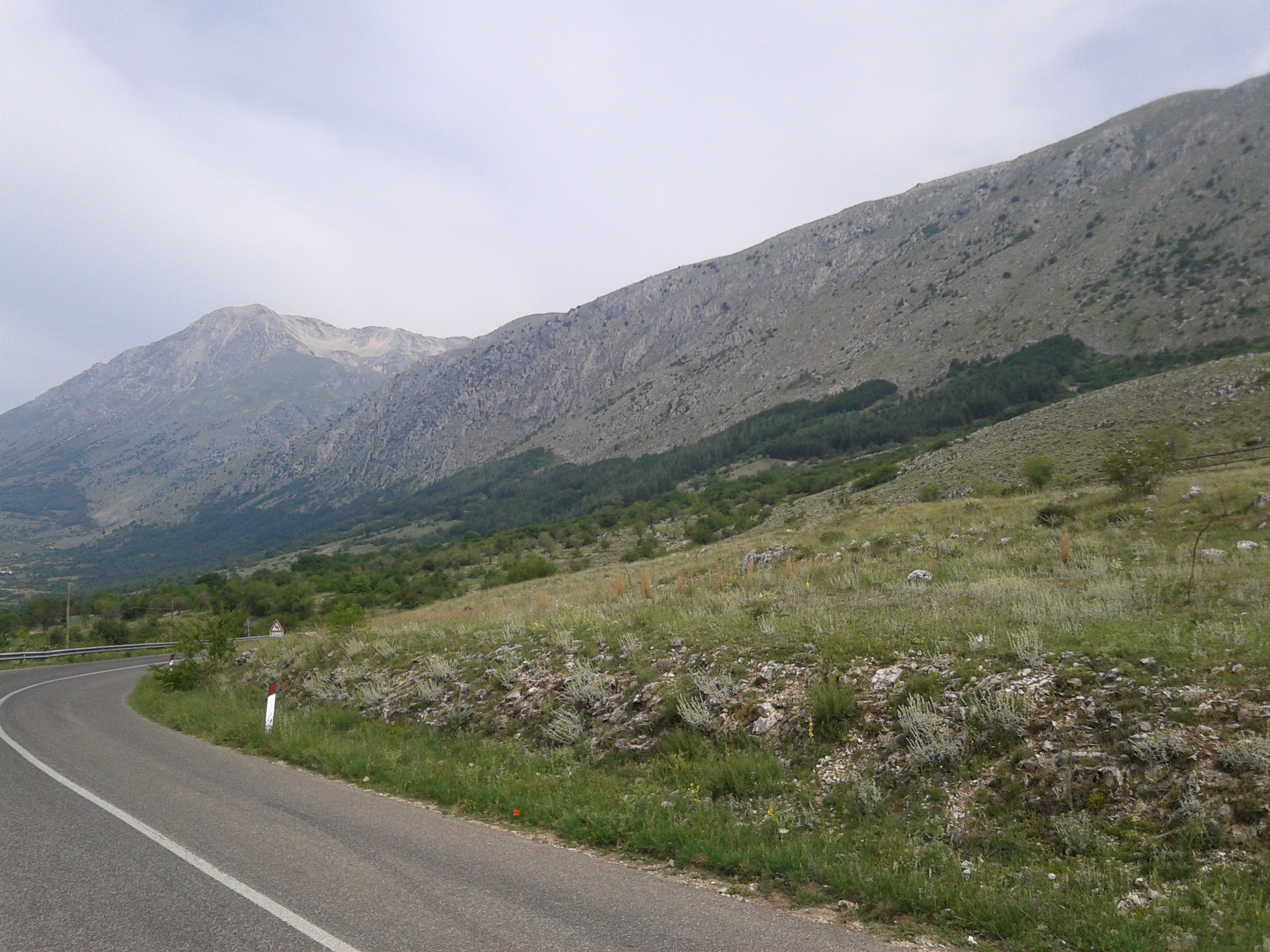
Valico di Fonte Capo la Maina

La pastorizia transumante ha rappresentato per secoli l'unica risorsa economica degli abitanti del borgo che in inverno si spostavano periodicamente dalle montagne, che costituivano degli ottimi pascoli estivi per le greggi, alle pianure del centro Italia, lungo i tratturi. L'economia del paese si basava principalmente sulla pastorizia e la produzione di latte, latticini e prodotti caseari.
Tra la prima e la seconda guerra mondiale il bestiame, in zona, raggiunse i 15.000 capi, che nel periodo invernale venivano trasferiti nell'agro romano, ripercorrendo in piccola parte gli antichi sentieri della transumanza. In epoca moderna il trasporto avveniva invece per lo più in treno tramite la stazione di Cappelle dei Marsi. Dopo la seconda guerra mondiale anche il centro di Forme si spopolò, subendo il fenomeno dell'emigrazione, con una buona parte della popolazione che si trasferì verso le grandi città italiane e all'estero.

## Monumenti e luoghi d'interesse

### Architetture religiose
Chiesa di San TeodoroEdificio di culto cattolico intitolato a san Teodoro martire, fu interamente distrutto dal terremoto della Marsica del 1915 e venne ricostruito nel 1929. La chiesa, addossata alle pendici della collina sulla quale sorge il paese, presenta un impianto interno a tre navate, delimitate da ampi pilastri con base a croce e con l'abside a pianta semicircolare nel retro. La facciata principale si caratterizza per il timpano e le  lesene che delimitano le navate. Una cornice orizzontale cela le falde delle navate laterali. Il sistema delle bucature è formato da una finestra centrale sopra il portale d'ingresso e da due porte speculari rispetto all'asse centrale della chiesa. Nella facciate laterali, sulla parete della navata principale, sono state realizzate ampie finestre che garantiscono illuminazione naturale all'interno. Nella parte posteriore si trova la torre campanaria.
- Chiesetta degli Alpini, edificata nel 1996, nei pressi del vecchio fontanile alle pendici del monte Magnola[9].

### Siti archeologici
- Resti dell'acquedotto romano di Alba Fucens, situati in località Arci di Massa d'Albe. Il tracciato dell'acquedotto si porta oltre l'abitato di Forme e del valico di Fonte Capo la Maina collegando la città antica alla sorgente di Sant'Eugenia, nei pressi della contemporanea frazione di Santa Jona.

### Aree naturali
- Riserva naturale Monte Velino
- Monti della Magnola
- Valle Majelama
- Fonte Capo la Maina

## Società

### Tradizioni e folclore

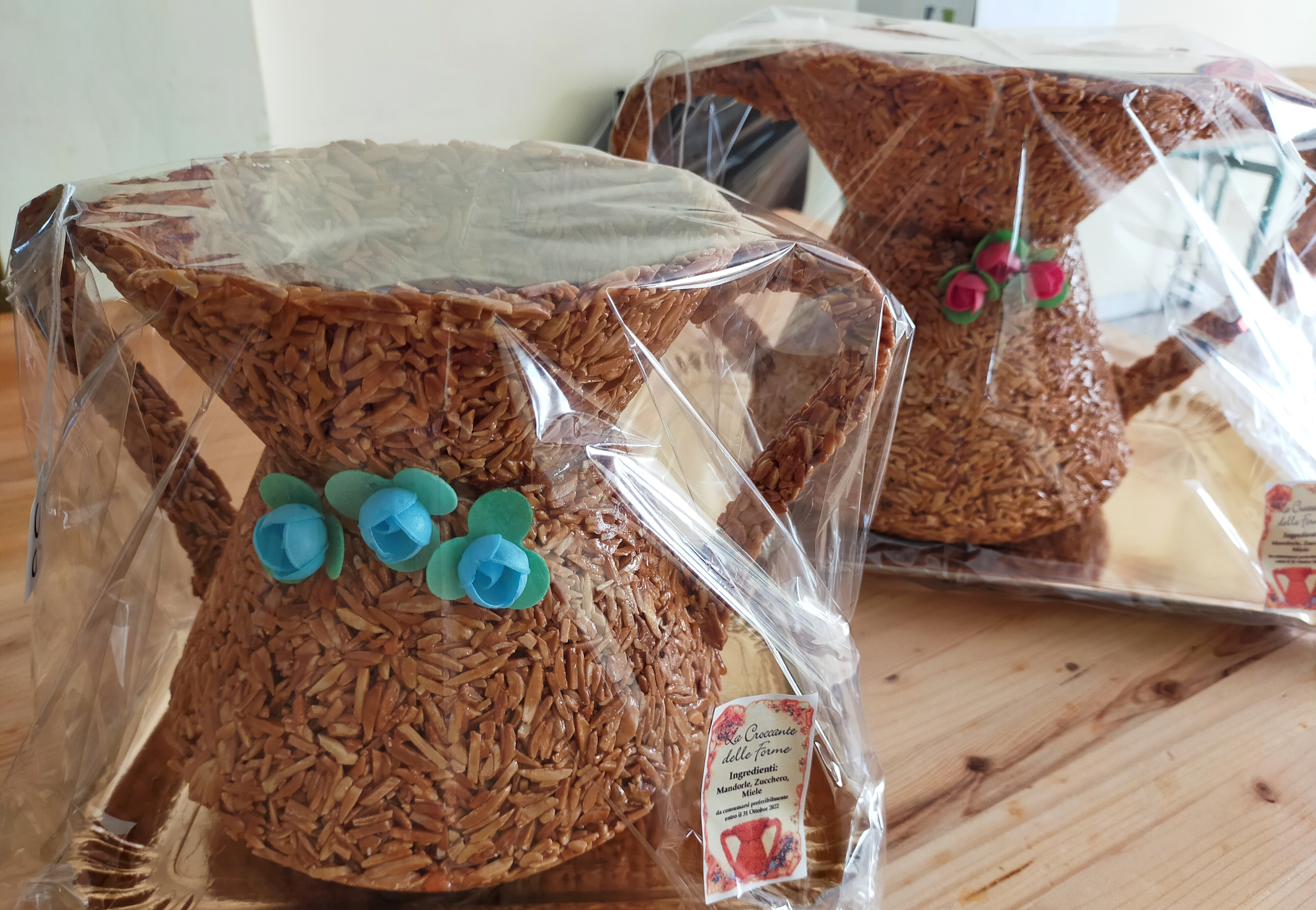
Conche abruzzesi realizzate con la croccante

- Prima settimana di agosto: feste patronali in onore dei santi Marco e Marcelliano[10].
- 17 agosto: sagra della croccante, tipico dolce della cucina marsicana a base di mandorle, zucchero e miele. È chiamato rigorosamente al femminile[2].

## Cultura

### Cinema
La Bibbia, film prodotto Dino De Laurentiis e diretto nel 1966 da John Huston, è stato in parte girato nei pressi di Forme alle pendici del monte Velino; alcune scene del film Il deserto dei Tartari, tratto dall'omonimo romanzo di Dino Buzzati e diretto nel 1976 da Valerio Zurlini, sono state girate a ridosso del monte Cafornia.

## Sport
La società calcistica A.S.D. Forme, che ha militato nei tornei dilettantistici regionali, si è unita con la società sportiva di Massa d'Albe.